# Font de Neptú (Reus)
La Font de Neptú és una obra del municipi de Reus (Baix Camp) inclosa en l'Inventari del Patrimoni Arquitectònic de Catalunya.

## Descripció
Font ubicada al centre de la plaça del Víctor, entre els carres Alt de Sant Josep i de Santa Helena i dona també al carrer Ample. Està totalment feta de pedra. Actualment, però, ha perdut la seva funció, ja que no conserva els brolladors.
El conjunt arrenca de dos graons sobre els quals es troba un doble basament on figura l'escut pontifical de Reus aguantat per dos àngels i una inscripció amb la data de 1788. Tot seguit hi ha una columna de tipus salomònic molt més gruixuda a la zona de la base que al capitell. A manera de remat trobem la peanya de l'estàtua que corona el conjunt. Es tracta de la figura nua del déu Neptú. Està en un lleuger contrapposto, recolzant-se en un trident alt fins a les seves espatlles. La deïtat porta una corona i un perizono, tela que, si bé no és exactament el mateix, ens recorda els panys de puresa de Crist. Aquesta talla és força estàtica, potser un pèl arcaïtzant. L'escultura és potser, l'element més malmès de tot el monument.

## Història
La ciutat de Reus, com moltes de les ciutats catalanes, al s. XVIII es dediquen a millorar la seva urbanització. En aquest procés la ciutat incorporà algunes fonts monumentals al seu mobiliari urbà. De fet està documentat que el 1867, època que l'alcalde era Víctor Josep Roselló, es reformà i reubicà a la plaça del Víctor una font que des del 1789 havia estat a la plaça del Rei. A la font se la coneixia com la Font del Rei, per haver estat en aquella plaça i per la mena de corona que porta Neptú, i encara se li dona aquest nom.